# 奈良女子大学附属中等教育学校
奈良女子大学附属中等教育学校（ならじょしだいがく ふぞく ちゅうとうきょういくがっこう 英: Nara Women's University Secondary School）は、奈良県奈良市東紀寺町に所在する国立中等教育学校。

## 概要
奈良県内唯一の中等教育学校である。
奈良女子大学の附属学校であるが、男女共学である。奈良女子大学と連携した教育研究の先進的な実践校、かつ教員養成や現職教員のための研修拠点という性格も持ち合わせている。
2005年度から「スーパーサイエンスハイスクール（SSH）」に指定され、理科の実験器具の充実が図られている。

### 基本理念
めざす学校像
1. 自由で自立した人格と社会的責任の自覚を養う学校
2. 生徒の多様な能力に対応した教育を行うと同時に、個性を尊重しつつ学力を伸ばす学校
3. 社会と世界に開かれた学校[2]

### 教育目標
世界的・人類的な課題に関して基本的な知識と技能を持ち、
自己の価値観に基づいて判断・主張・行動ができる、
21世紀に必要とされる教養を備えた市民リーダーの育成

#### 中期目標
- 自由で自立した人格の育成と社会的責任の自覚を養う。
- 生徒の多様な能力に対応した教育を行うと同時に、個性を尊重しつつ学力を伸ばす。
- SSH校として自然科学リテラシーを基盤とするリベラルアーツを育成するとともに、高大接続教育を進める。
- 大学と連携し、先導的な中高一貫教育についての教育研究を行う。
- 安全で安心な教育環境を整備し、安全・健康教育を進める。[4]

### 教育方針

#### アドミッション・ポリシー
本校の特徴を理解し、入学後は保護者とともに本校の教育方針に賛同いただける以下のような生徒を求める。
1. 物事について興味や関心を持ち、幅広い知識を獲得できる生徒
2. 課題に対して粘り強く取り組み、自らの考えを、事実にもとづいて表現できる生徒
3. 問題を発見し解決するために、他者と協働できる生徒[5]

#### カリキュラム・ポリシー
教育目標を達成するための教育課程編成・実施の方針
- 文系理系の枠を超えたリベラルアーツの涵養 - 6年一貫の共創型探究活動
- 実社会で活用できる能力の育成 - PBL（Project Based Learning（英語版））型の探究活動
- その実現に資する知識、スキル、態度・価値の育成 - PBL（Problem Based Learning（英語版））型の教科学習[2]

#### 校訓
校訓は制定されていない。大正自由教育の流れをくんだ、「自由」「自主」「自立」の精神を校風とする。

## 沿革

### 略歴
前身は奈良県立奈良高等女学校であり、その後奈良女子高等師範学校附属高等女学校に改組され学制改革に至った。
設立当初は良妻賢母の育成を目指していたが、大正デモクラシーの影響で、木下竹次らが自由で民主主義的な教育を展開した。
1947年、学制改革で附属中学校（新制）を新設し、第1学年より男女共学を開始。翌1948年に附属高等女学校を附属高等学校（新制）に転換し、1950年に第1学年より男女共学を開始した。1952年には奈良女子大学文学部附属高等学校・中学校となった。1958年に現在地の旧進駐軍キャンプ地跡に移転。
1950年代から1970年代前半にかけては、県屈指の進学校と呼ばれるようになり、県内だけではなく大阪府や京都府からの入学希望者も多かった。中学校から高等学校への連絡進学において、入学者選抜が行われ、志望者全員が進学することは出来なかった。
1973年の入学者より中高一貫教育に移行した。2000年には中等教育学校に改組され、奈良女子大学文学部附属中等教育学校となり、2004年から国立大学法人奈良女子大学附属中等教育学校となった。

### 年表
- 1896年（明治29年）- 奈良県立奈良高等女学校が設置される。奈良市奈良町大字鍋屋に仮校舎を設けて開校。
- 1897年3月 - 奈良市雑司町水門町（現東大寺ミュージアム所在地）に校舎を移転。
- 1898年2月 - 敷地内に寄宿舎竣工。
- 1906年4月 - 入学志願者のために初めて選抜試験を行う。
- 1908年 - 奈良女子高等師範学校が設置される。奈良県と奈良女高師は協議の結果、県立奈良高女を奈良女高師の附属高等女学校の代用とする計画を立てる。
- 1909年 - 奈良県は奈良女高師敷地内に附属高女校舎を建設し、県立奈良高女の生徒を収容する計画を発表。
- 1911年
  - 9月 - 奈良県立奈良高等女学校が廃止され、奈良女子高等師範学校附属高等女学校が設立する。生徒および校舎を県立奈良高女から継承。
  - 10月 - 女高師の敷地内に新校舎が建設され、生徒が旧県立奈良高女から移転。
- 1912年3月 - 奈良女高師附属高女としての第1回卒業式が挙行される。
- 1916年（大正5年）- 附属実科高等女学校を設置（後に附属高等女学校と統合）。
- 1946年（昭和21年）- 大学芸祭（現在の学園祭）が開始。
- 1947年 - 学制改革に伴い、新制奈良女子高等師範学校附属中学校を設置。男女共学となる。
- 1948年 - 学制改革に伴い、新制奈良女子高等師範学校附属高等学校を設置。設置当初は女子校。
- 1949年 - 奈良女子大学（新制大学）が設置され、奈良女子高等師範学校が包括される。
- 1950年 - 附属高等学校も男女共学となる。
- 1952年 - 奈良女子高等師範学校の廃止に伴い、奈良女子大学文学部附属中学校・高等学校に改称。
- 1958年 - 現在の場所（東紀寺町）に移転。
- 1970年 - 新校舎が完成。反安保バリケード封鎖される。
- 1973年 - 当該年度入学生から中高六年一貫教育を実施。
- 1993年（平成5年）- 新体育館兼講堂が完成。
- 1997年 - 校舎全面改修工事が完了。
- 2000年 - 中等教育学校への転換に伴い、附属中学校及び附属高等学校が廃止され、奈良女子大学文学部附属中等教育学校となる。
- 2001年 - 総合教育棟が完成。
- 2004年 - 設置者の国立大学法人への変更に伴い、奈良女子大学附属中等教育学校に改称（文学部から全学の附属学校となる）。
- 2005年 - 奈良県の県立高校との人事交流開始。文部科学省指定のスーパーサイエンスハイスクールとなる。
- 2010年 - 創立100周年。記念式典等が行われ、玄関前に「に至る」という題のモニュメントが設置される。第1体育館の改修工事が完了する。

## 基礎データ

### 所在地
- 奈良県奈良市東紀寺町1丁目60番1号

### 通学区域
保護者のもとから公共交通機関を利用して、概ね1時間以内で通学し、下記地域に居住する者が出願できる。
- 奈良県
  - 北部A（奈良市）
  - 北部B（生駒市・生駒郡・大和郡山市・天理市）
  - 中部（磯城郡・橿原市・桜井市）
  - 西部（北葛城郡・香芝市・葛城市・大和高田市）
  - 東部（宇陀市・山辺郡）
  - 南部（高市郡・御所市）
- 京都府
  - 京都市
  - 山城通学圏（八幡市・宇治市・城陽市・京田辺市・木津川市・久世郡・綴喜郡・相楽郡）
- 大阪府
  - 大阪市
  - 中河内地域（東大阪市・八尾市・柏原市）
  - 北河内地域（枚方市・交野市・寝屋川市・四條畷市・大東市・守口市・門真市）

### アクセス
- 奈良交通バス
  - 「幸町」停留所より南東へ約150ｍ（徒歩約2分）
  - 「高畑町」停留所より南西へ約400ｍ（徒歩約6分）
- JR万葉まほろば線「京終駅」より北東へ約1.3kｍ（徒歩約18分）

### 象徴

#### 校歌
校歌は戦前に制定されたが、戦後、校歌に代わるものとして「学友の歌」が3曲制定された。「学友の歌（3）」が入学式・卒業式などで歌われている。入学式・卒業式の時には出席する生徒に歌詞カードが配られる。作詞は武部利男、作曲は前田卓央による。

#### 制服
学生運動が治まった後も、制服に対する廃止運動が起こり、その結果、制服は廃止された。
また、上履きに対する変更運動も起こった。一度は、生徒大会にて、スリッパの変更を保留するという議決となったが、スリッパの形状が正常な発育を阻害するという見解が出たことを受け、2006年度入学生より変更となった。

#### 頭髪規定
2003年、生徒大会にて、後期課程の生徒のみ頭髪の染色・脱色・パーマネントを認めるという議決がなされ、翌2004年より認められた。

## 設置する課程、学科及び定員

### 後期課程
- 全日制
  - 普通科 - 約360名（約120名；前期課程からの連絡進学者のみ）

### 前期課程
- 約360名（募集人員約120名：入学者適性検査；奈良女子大学附属小学校からの連絡進学者を含む）

## 教育課程
独自のカリキュラムを組んでいる。また、様々な教育についての取り組みがある。これらには大学や他の学校と協力して行われるものもある。生徒が主導の研究や授業や、フィールドワーク（校外学習）が充実している。
- 「美術」、「音楽」、「生活デザイン（3 - 6年）」、「科学と技術（4年のみ）」の4科目を束ねる「創作科」の設立。1，2年は必修科目、3，4年は選択必修科目、5，6年は自由選択科目となっている。
- 奈良女子大学の教員に講義してもらう、「アカデミックガイダンス（AG）」。3 - 5年が対象。
- 定期的に様々な職業の人に講演してもらう、「ヴォケーショナルガイダンス（VG)」。
- 通常の授業とは異なる形態をとり、様々なテーマから一つを選んで大学レベルの講義・研究を一年を通して行う「コロキウム（5年のみ）」。

## 学校行事
一泊行事（1年）や全校レクリエーション（遠足、各学年）、スキー合宿（3年）、修学旅行（5年）等の学校行事においても、生徒の自主的な計画・行動が尊ばれている。

### 学園祭
1946年(昭和21年) に産声を上げた附属高等小学校の「大学芸祭」は1949年から「学園祭」と呼ばれ、三四半世紀以上続く伝統的学校行事である。
1970年には日米安保に反対する生徒グループが学校を占拠し、学園祭が延期となったことがある。
毎年9月下旬の土曜日・日曜日の2日間に渡り開催され、開催前日は全日の準備期間と前夜祭もしくは前日イベントがある。土曜の公開終了後は中夜祭、日曜の公開終了後に後夜祭を実施している。
多くの生徒たちにとって、学園祭は1年でもっとも楽しみで卒業後まで印象に残る行事であり、またそれを支える本校教育活動の集大成でもある。企画の中心は、生徒たちにより選出された学園祭運営委員会であり、この運営委員会のもと、実行部と呼ばれる組織が学園祭の各企画を作り上げている。
行事は生徒が自主的に運営するもので、校風を育むもととなっている。学園祭運営委員会が毎年3月より全体の指揮を取り、各クラス・団体も4月より活動を始める。2011年開催の第67回学園祭からは、以前分割された広報部と外務部が再び統合され総務部となる。
夏期休暇期間中ほぼ毎日活動して制作される、校門に設置のアーチは、学園祭の顔として親しまれる。教室を使用した発表や、中庭に制作されたライブステージによる企画番組などがある。特に、演劇発表が盛んで、津島勝、鵜山仁、八嶋智人や松村武といった舞台芸術で活躍する人材の輩出に繋がっている。
2009年開催の第65回学園祭では、折り鶴で巨大な鶴のオブジェを作り、NHKや複数の新聞社による取材を受けた。また使用された折り鶴を一つの輪にしたものは、「7キロにも及ぶ折り紙のレイ」として、2011年、ギネス世界記録に認定された。

## 学校施設
2001年に完成（2002年4月より使用を開始）した総合教育棟（通称 新館）では、コンピューター、情報、国際などの様々な機器や資料が備えられている。多目的ライブラリー(図書室)や生協食堂・購買、多目的ホール、ゼミ室などがある。2016年夏には全普通教室と特殊教室の黒板を撤廃し、ホワイトボードとプロジェクターが導入された。
校舎南側に位置するテニスコートは人工芝4面のコートを有する。グラウンドの北と西側に設置されたフェンスは定期的に改修が行われている。
近年建物（比較的最近建設された新館を除く）の老朽化が進んでいることが問題となっており、天井や壁など生活における安全性の観点から危険と思われる箇所が複数ある。
近くに奈良公園があるため、以前は時折校内に鹿が迷い込むことがあった。しかし、子供を標的とした犯罪を防ぐため門の戸締りや柵の補修が徹底された結果、近年そのような迷い込みは稀なものとなっている。正門付近には鹿が入るので門を閉めるように促す旨の看板がある。

## 中教関係者と組織

### 中教関係者組織
- 柳汀会 - 前身学校を含む卒業生による同窓会組織。奈良女子大学附属中等教育学校内に事務局を置く。
- 奈良女子大学附属中等教育学校PTA - 生徒保護者と教員による父母と教師の会（PTA）組織で、会員は入会金及び年会費を納入する。
- 奈良女子大学附属中等教育学校教育後援会 - 教育条件の整備を支援しようとする後援会組織。会員は入会金及び年会費を納入する。
- 奈良県高等学校PTA協議会 - 奈良県立教育研究所内に事務局を置くPTA協議会。奈良女子大学附属中等教育学校PTAの会員をもって会員とし、会員は単位PTA分担金として会費を納入する。

## 対外関係

### 海外姉妹校
- 釜山国際高等学校（朝鮮語版） - 2011年に姉妹校提携を締結。
- 国立中山大学附属国光高級中学 - 2012年に姉妹校提携を締結。

以前は奈良女子大学と連携したドイツ、イギリス、スウェーデン、チェコ、南アフリカの大学との交流「グローバルクラスルーム（GC）」が年一回開催されていたが、現在は『YES for ESD』と称して年一回アジアの国々とフィリピンで交流を行っている。

### 交流校
- 宮崎県立五ヶ瀬中等教育学校など、他校との交流。
- 奈良県の高等学校教員との人事交流。